# Frankston Freeway
Der Frankston Freeway ist eine Stadtautobahn im Süden des australischen Bundesstaates Victoria. Er verbindet den nördlichen Teil des Mornington Peninsula Freeway und den EastLink in Carrum Downs mit dem Moorooduc Highway in Frankston.

## Geschichte
Anfang der 1960er-Jahre hieß der Frankston Freeway noch Wells Road Bypass und war eine zweispurige Straße ohne Mittelstreifen zwischen der Cranbourne Road und der Seaford Road in Frankston. Dann führte sie als Wells Road weiter nach Mordialloc. Anfang der 1970er-Jahre wurde dieser Wells Road Bypass auf Freeway-Standard ausgebaut und um 1980 baute man den Rest des Freeways bis zur Springvale Road parallel zur bestehenden Wells Road.
Die als Staatsstraße 11 (S11) nummerierte Straße sollte im Rahmen der allgemeinen Neunummerierung der Fernstraßen in Victoria die Nummerierung M11 erhalten, nachdem der EastLink 2008 fertiggestellt war, aber dieser Plan wurde aufgegeben.
Wegen des Fehlens einer Ortsumgehung von Frankston gibt es auf dem Freeway oft Verkehrsstaus, insbesondere in der Ferienzeit. 2013 aber soll eine Ortsumgehung als Teil des Peninsula Link fertig werden. Dann soll der Frankston Freeway die Nummer M3 erhalten, während Peninsula Link und Mornington Peninsula Freeway als M11 bezeichnet werden.

## Verlauf
Der Frankston Freeway beginnt in Carrum Downs am südlichen Ende des Nordteils des Mornington Peninsula Freeway (S11). Dort ist auch der neue EastLink (M3) angeschlossen, der die Verbindung zum Eastern Freeway durch die östlichen Vororte Melbournes schafft.
Im Norden von Frankston stößt auch der Dandenong Valley Highway (S9), der parallel zum EastLink verläuft, auf den Frankston Freeway. Wenig später endet der Frankston Freeway im Stadtzentrum von Frankston und geht in den zweispurigen Moorooduc Highway (S11) über, der die Verbindung zum südlichen Teil des Mornington Peninsula Freeway (S11) schafft.

## Kreuzungen und Anschlüsse
| Frankston Freeway |                                |                                |                                                                            |
| Anschlüsse Richtung Norden | Entfernung nach Melbourne (km) | Entfernung nach Frankston (km) | Anschlüsse Richtung Süden                                                  |
| Ende Frankston Freeway weiter als EastLink nach Melbourne | 47                             | 5                              | Beginn Frankston Freeway vom EastLink und vom Mornington Peninsula Freeway |
| Springvale, Mordialloc Mornington Peninsula Freeway | 47                             | 5                              | Beginn Frankston Freeway vom EastLink und vom Mornington Peninsula Freeway |
| Seaford, Skye Seaford Road | 49                             | 3                              | Skye, Seaford Seaford Road                                                 |
| Frankston, Dandenong Dandenong Valley Highway | 51                             | 1                              | Dandenong, Frankston Dandenong Valley Highway                              |
| Anschlüsse Richtung Norden | Entfernung nach Melbourne (km) | Entfernung nach Portsea (km)   | Anschlüsse Richtung Süden                                                  |
| Beach Street | 54                             | 56                             | keine Ausfahrt                                                             |
| Beginn Frankston Freeway | 54                             | 56                             | Ende Frankston Freeway                                                     |
| Ampelkreuzung (im Uhrzeigersinn von Freeway aus) Cranbourne Road nach Cranbourne McMahons Road nach Portsea und Flinders Cranbourne Road zum Stadtzentrum von Frankston |                                |                                |                                                                            |